# Bedřiška Kulhavá
Bedřiška Kulhavá, rozená Müllerová, (4. prosince 1931 Ústí nad Labem – 20. února 2024) byla československá sportovkyně. Na Letních olympijských hrách v Římě v roce 1960 závodila v běhu na 800 metrů.

## Život a sportovní kariéra
Už jako dítě cvičila v předlickém Sokole a jako žákyně a studentka zkoušela řadu sportů, například gymnastiku, cyklistiku, běh a lyžování. V roce 1946 poprvé uspěla, když vyhrála v přespolním běhu, který se konal v Ústí nad Labem. Od té doby závodila na okresních a krajských soutěžích, v roce 1950 už i na mistrovství republiky ve Zlíně, kde opět zvítězila v přespolním běhu, a doběhla třetí na mezinárodním utkání v Bratislavě.
V letech 1951–1961 byla jasnou československou jedničkou v běhu na 800 metrů. Vítězila i v běhu na trati 400 metrů (1955–1957 a 1959), v krosových závodech (1950 a 1952–1961) a ve štafetách 4 × 100 m a 4 × 200 m. Celkem 29× vybojovala titul mistryně republiky.
Sportovala celoživotně za ústecký tým Spartak a odmítla nabídky na vstup do pražských týmů. Pokud to bylo potřeba, aby Spartak nesestoupil, zapojovala se i do neběžeckých disciplín, např. do hodu diskem a oštěpem a vrhu koulí.
Během své sportovní kariéry byla držitelkou osmi rekordů v běhu na 400 metrů a dvanácti v běhu na 800 metrů.
Československou reprezentantkou byla celkem ve 33 mezistátních kláních. V Bernu dosáhla svého nejlepšího výsledku za hranicemi, a to na Mistrovství Evropy roku 1954, kdy skončila osmá v běhu na 800 metrů. Roku 1960 reprezentovala Československo také na LOH v Římě.
Civilním povoláním byla pekařka a působila i jako ochotnice v divadelním kroužku. Reprezentaci se věnovala do roku 1962 a závodní kariéru jako takovou ukončila v roce 1976, ale sportovala dále rekreačně.
Jejím bratrancem byl slovenský herec Vlado Müller. Roku 1958 se provdala. Její dcerou je sportovkyně, česká biatlonistka a olympionička Jana Vápeníková.
V roce 2021 byla jmenována čestnou občankou města Ústí nad Labem.